# Stazione di San Lorenzo (Santa Margherita Ligure)
La stazione di San Lorenzo era una fermata ferroviaria posta sulla linea Genova-Pisa. Serviva la località di San Lorenzo della Costa, frazione di Santa Margherita Ligure.

## Storia
La fermata venne soppressa nel 1946.

## Strutture e impianti
La fermata era posta alla progressiva chilometrica 22+850 da Genova, fra le stazioni di Camogli e di Santa Margherita.

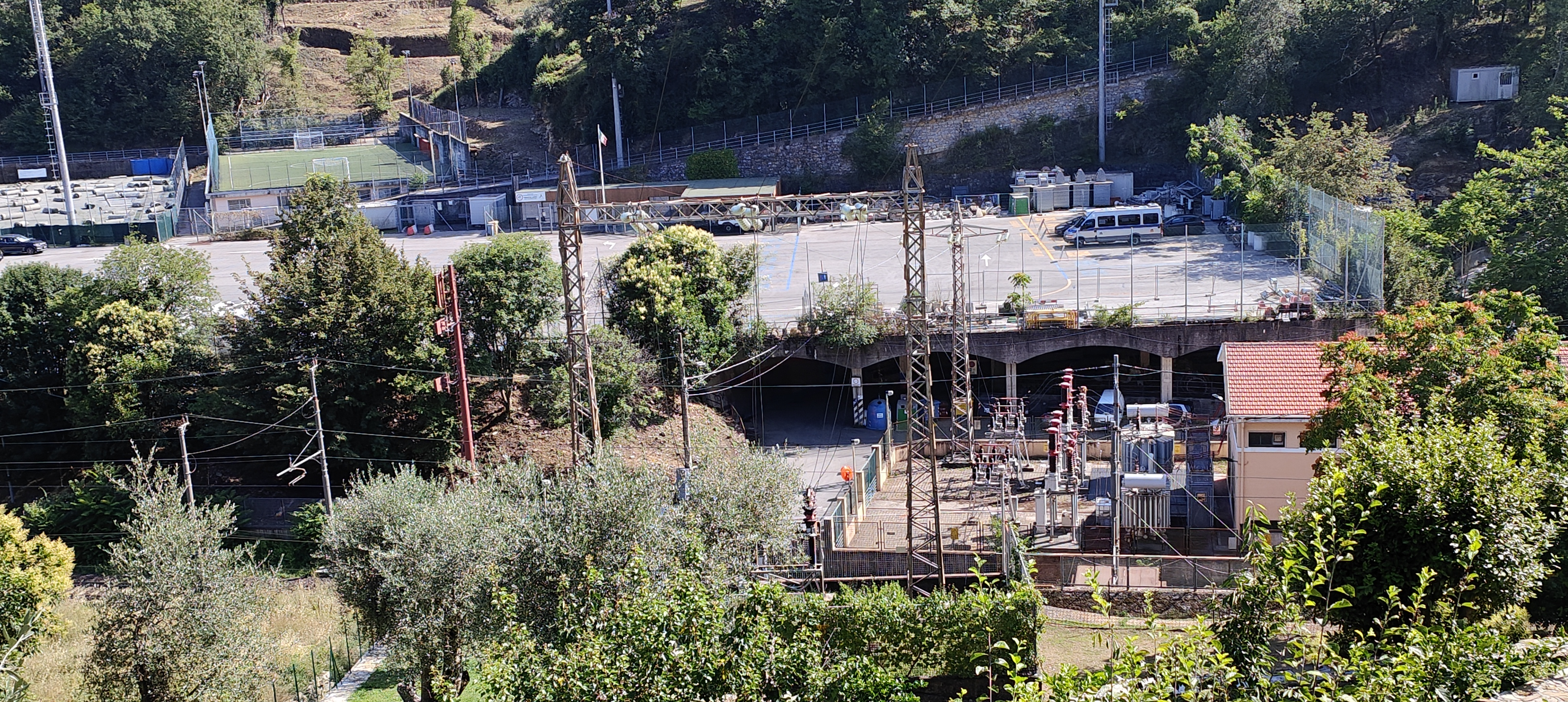
Il fabbricato fotografato da via Crosa dell'Oro. Posta alla fine della doppia galleria di 3 km. proveniente da Camogli funziona come sottostazione elettrica